# Liste von Söhnen und Töchtern der Stadt Montevideo
Diese Liste umfasst – ohne Anspruch auf Vollständigkeit – in der Stadt Montevideo geborene und in der deutschsprachigen Wikipedia mit einem Artikel vertretene Personen:

## 18. Jahrhundert

### 1701–1800
- José Gervasio Artigas (1764–1850), Offizier und Freiheitskämpfer
- Pedro Vidal (1777–1846), Politiker und Priester
- José Fructuoso Rivera (1784–1854), General und Politiker
- Santiago Vázquez (1787–1847), Politiker und Diplomat
- Bartolomé Hidalgo (1788–1822), Dichter
- Francisco Llambí (1788–1837), Politiker
- Miguel Barreiro (1789–1848), Politiker und ehemaliger Gouverneur von Montevideo
- Juan Benito Blanco (1789–1843), Politiker
- José Longinos Ellauri (1789–1867), Politiker und Jurist
- Francisco Acuña de Figueroa (1790/1791–1862), Schriftsteller
- Juan Francisco Giró (1791–1863), Politiker und von 1852 bis 1853 Präsident von Uruguay
- Manuel Oribe (1792–1857), Politiker
- Francisco Solano Antuña (1793–1858), Politiker
- Gabriel Antonio Pereira (1794–1861), Politiker und zweimaliger Präsident von Uruguay

## 19. Jahrhundert

### 1801–1850
- Atanasio Cruz Aguirre (1801–1875), Politiker und von 1864 bis 1865 Präsident von Uruguay
- Manuel Errazquin (1801–1867), Politiker
- Manuel de Araúcho (1803–1842), Militär, Journalist und Dichter
- Bernardo Prudencio Berro (1803–1868), Politiker und von 1860 bis 1864 Präsident von Uruguay
- Florentino Castellanos (1809–1866), Politiker und Jurist
- Lorenzo Batlle y Grau (1810–1887), Politiker und von 1868 bis 1872 Präsident von Uruguay
- Leandro Gómez (1811–1865), Militär und Politiker
- Isidoro de María (1815–1906), Schriftsteller, Journalist, Pädagoge und Politiker
- Torcuato de Alvear (1822–1890), argentinischer Politiker und Bürgermeister von Buenos Aires
- Alejandro Magariños Cervantes (1825–1893), Politiker, Schriftsteller, Hochschullehrer und Rechtsanwalt
- Juan Manuel Blanes (1830–1901), Maler
- José Eugenio Ellauri (1834–1894), Politiker und von 1873 bis 1875 Präsident von Uruguay
- Julio Herrera y Obes (1841–1912), Politiker und von 1890 bis 1894 Präsident Uruguays
- Lorenzo Latorre (1844–1916), Politiker und von 1879 bis 1880 Präsident Uruguays
- José Pedro Varela (1845–1879), Politiker, Soziologe, Schriftsteller und Journalist
- Comte de Lautréamont (1846–1870), französischer Schriftsteller des 19. Jahrhunderts
- Ricardo Isaza y Goyechea (1847–1929), römisch-katholischer Geistlicher, Weihbischof in Montevideo
- Francisco Piria (1847–1933), Unternehmer und Politiker
- Antonio Lussich (1848–1928), Botaniker, Reeder und Literat

### 1851–1860
- Eduardo Acevedo Díaz (1851–1921), Schriftsteller und Politiker
- Miguel Cané (1851–1905), argentinischer Politiker, Anwalt, Journalist und Bürgermeister von Buenos Aires
- Juan Zorrilla de San Martín (1855–1931), Dichter
- José Batlle y Ordóñez (1856–1929), Politiker und Präsident Uruguays
- Juan Campisteguy (1859–1937), Rechtsanwalt, Politiker und von 1927 bis 1931 Präsident Uruguays
- Jules Laforgue (1860–1887), französischer Dichter
- Luis Sambucetti (1860–1926), Violinist, Dirigent und Komponist

### 1861–1870
- Pedro Figari (1861–1938), Maler und Politiker
- Elías Regules (1861–1929), Mediziner, Politiker und Schriftsteller
- Carlos Roxlo (1861–1926), Politiker und Dichter
- Claudio Williman (1861–1934), Politiker und von 1907 bis 1911 Staatspräsident Uruguays
- Carlos Grethe (1864–1913), Maler
- José Espalter (1868–1940), Politiker
- Virgilio Scarabelli (1868–1959), Geiger, Dirigent und Musikpädagoge
- José Serrato (1868–1960), Politiker und von 1923 bis 1927 Präsident Uruguays

### 1871–1880
- José Enrique Rodó (1871–1917), Essayist
- Cläre Stinnes (1872–1973), Ehefrau des Ruhrindustriellen Hugo Stinnes
- Carlos Vaz Ferreira (1872–1958), Philosoph, Rechtsanwalt und Schriftsteller
- Gabriel Terra (1873–1942), Politiker und von 1931 bis 1938 Präsident Uruguays
- Pedro Cosio (1873–1943), Politiker, Diplomat und Volkswirtschaftler
- Joaquín Torres García (1874–1949), uruguayisch-spanischer Maler
- Tomás Berreta (1875–1947), Politiker und 1947 Präsident Uruguays
- Carlos María Herrera (1875–1914), Maler
- Florencio Sánchez (1875–1910), Schriftsteller und Dramatiker
- Alfonso Broqua (1876–1946), Komponist
- Alfredo Jones Brown (1876–1950), Architekt
- Manuel Campoamor (1877–1941), Tangopianist und Komponist–
- Alberto Guani (1877–1956), Jurist, Diplomat und Politiker
- Enrique Saborido (1878–1941), argentinischer Tangogeiger, -pianist, -komponist,- tänzer und Tanzlehrer
- Emilio Frugoni (1880–1969), Politiker, Jurist, Dichter, Essayist und Journalist

### 1881–1890
- Juan José de Amézaga (1881–1956), Politiker und von 1943 bis 1947 Präsident von Uruguay
- Raúl Montero Bustamante (1881–1958), Schriftsteller, Historiker und Hochschullehrer
- Francesco Alberti (1882–1939), Schweizer römisch-katholischer Geistlicher, Journalist und Politiker
- José Belloni (1882–1965), Bildhauer
- Andrés Martínez Trueba (1884–1959), Politiker und von 1951 bis 1952 Präsident Uruguays
- Manuel Pérez y Curis (1884–1920), Dichter
- Paul Ruggli (1884–1945), Schweizer Chemiker und Hochschullehrer
- Jules Supervielle (1884–1960), französischer Schriftsteller
- Horacio Abadie Santos (1886–1936), Politiker, Rechtsanwalt und Journalist
- Delmira Agustini (1886–1914), Dichterin
- José Razzano (1887–1960), argentinischer Tangosänger und -komponist
- Carlos Sabat Ercasty (1887–1982), Dichter
- Cayetano Saporiti (1887–1954), Fußballspieler
- Fernán Silva Valdés (1887–1975), Schriftsteller
- Manuel Aróztegui (1888–1938), Tangopianist und Komponist
- Carlos Scarone (1888–1965), Fußballspieler
- Ernesto Herrera (1889–1917), Dramatiker
- Rafael Barradas (1890–1929), Maler
- Martín Etchegoyen (1890–1974), Politiker und von 1959 bis 1960 Präsident von Uruguay

### 1891–1900
- José María Aguilar (1891–1951), uruguayischer Tangosänger, Gitarrist und Komponist
- José Benincasa (* 1891–nach 1932), Fußballspieler
- Enrique Mario Casella (1891–1948), Komponist
- Alfredo Ghierra (1891–1973), Fußballspieler
- Pascual Somma (1891–1930), Fußballspieler
- Alfredo Foglino (1892–1968), Fußballspieler und -trainer
- Antonio María Barbieri (1892–1979), Geistlicher, Erzbischof von Montevideo und Kardinal der römisch-katholischen Kirche
- Elías Castelnuovo (1893–1982), argentinischer Journalist und Schriftsteller
- Abdón Porte (1893–1918), Fußballspieler
- Ángel Romano (1893–1972), Fußballspieler
- Luis Giannattasio (1894–1965), Politiker und von 1964 bis 1965 Präsident von Uruguay
- Julián Bértola (1895–?), Fußballspieler und -trainer
- Alberto Domínguez Cámpora (1895–1970), Politiker und Universitätsprofessor
- Alfredo Zibechi (1895–1958), Fußballspieler
- Roberto Chery (1896–1919), Fußballspieler
- César Charlone Rodríguez (1896–1973), Politiker
- Santiago Arrieta (1897–1975), Schauspieler
- Luis Batlle Berres (1897–1964), Politiker und Präsident Uruguays
- René Borjas (1897–1931), Fußballspieler
- Antonio Cámpolo (1897–1959), Fußballspieler
- Isabelino Gradín (1897–1944), Fußballspieler
- Gerardo Matos Rodríguez (1897–1948), Tangokomponist
- Rosita Melo (1897–1981), uruguayisch-argentinische Pianistin und Komponistin
- José Mora Otero (1897–1975), Politiker, Diplomat und Rechtsanwalt
- Pedro Casella (1898–1971), Fußballspieler
- Minotto Di Cicco (1898–1979), Bandoneonist und Bandleader
- Héctor Scarone (1898–1967), Fußballspieler und -trainer
- Juan Pedro Arremón (1899–1979), Fußballspieler
- Domingo Tejera (1899–1969), Fußballspieler
- Pedro Arispe (1900–1960), Fußballspieler
- Lorenzo Fernández (1900–1973), Fußballspieler
- José Pedro Cea (1900–1970), Fußballspieler
- Isaís Sávio (19000–1977), brasilianischer Gitarrist, Musikpädagoge und Komponist
- Santos Urdinarán (1900–1979), Fußballspieler
- Athuel Velázquez (* 1900; † nach 1944), Fußballtrainer

### Geburtsjahr unbekannt
- William Davies († 1956), Fußballspieler

## 20. Jahrhundert

### 1901–1910
- José Leandro Andrade (1901–1957), Fußballspieler
- Juan Vicente Chiarino (1901–1989), Jurist und Politiker
- Óscar Diego Gestido (1901–1967), Politiker und 1967 Präsident Uruguays
- Carlos María Enrique Diego Legrand (1901–1982), Botaniker
- José Nasazzi (1901–1968), Fußballspieler
- Alberto Fermín Zubiría (1901–1971), Politiker
- Peregrino Anselmo (1902–1975), Fußballspieler
- Roberto Fugazot (1902–1971), Schauspieler, Tangosänger und -komponist
- Felisberto Hernández (1902–1964), Fantasy-Autor
- Andrés Mazzali (1902–1975), Fußballspieler und Olympiasieger
- Juan Píriz (1902–1946), Fußballspieler
- Roberto Zerrillo (1902–1955), Tangogeiger, Bandleader und Komponist
- Luis Barattini (1903–1965), Zoologe
- Fausto Batignani (1903–1975), Fußballtorhüter
- Esther de Cáceres (1903–1971), Lyrikerin
- Adhemar Canavesi (1903–1984), Fußballspieler
- Alberto Vila (1903–1981), Tangosänger und Schauspieler
- Héctor Castro (1904–1960), Fußballspieler und -trainer
- Roberto Figueroa (1904–1989), Fußballspieler
- Armando Malet (1905–1982), Politiker
- Pedro Petrone (1905–1964), Fußballspieler
- Carlos Riolfo (1905–1978), Fußballspieler
- Guiscardo Améndola (1906–1972), Maler
- Venancio Bartibás (1906–1977), Fußballspieler
- Eitel Cantoni (1906–1997), Automobilrennfahrer
- Benito Nardone (1906–1964), Politiker
- Walter Pintos Risso (1906–2003), Architekt
- Susana Soca (1906–1959), Dichterin und Herausgeberin des Literaturmagazins La Licorne
- Álvaro Gestido (1907–1957), Fußballspieler
- Rafael Lorente Escudero (1907–1992), Architekt
- Ernesto Mascheroni (1907–1984), uruguayisch-italienischer Fußballspieler
- Manuel Smoris (* 1907), Boxer
- Héctor Grauert (1907–1991), Politiker
- Vicente Sarni (* 1907 oder 1909), Fußballspieler
- Pablo Dorado (1908–1978), Fußballspieler
- Juan López (1908–1984), Fußballtrainer
- Carlos Estrada (1909–1970), Komponist, Dirigent und Musikpädagoge
- Alberto Mastra (1909–1976), Gitarrist, Tangosänger und -komponist
- Juan Carlos Onetti (1909–1994), Schriftsteller
- Enrique Pereira (1909–1983), Wasserballspieler
- Antônio Cândido da Câmara Canto (1910–1977), brasilianischer Diplomat
- Agenor Muñiz (* 1910; † nach 1960), Fußballspieler

### 1911–1920
- Luis López (1911–?), Radrennfahrer
- Miguel Andreolo (1912–1981), Fußballspieler
- Hugo Balzo (1912/1914–1982), Pianist
- Francisco Constanzo (1912–nach 1936), Boxer
- Enrique Fernández (1912–1985), Fußballspieler und -trainer
- Carlos Gringa (1912–1984), Fußballspieler
- Augusto Legnani (1912–1987), Politiker
- Federico Scorticati (1912–1998), argentinischer Bandoneonist, Bandleader, Arrangeur und Tangokomponist
- Lauro Ayestarán (1913–1966), Musikwissenschaftler
- Enrique Campos (1913–1970), Tangosänger, Bandleader und Tangokomponist
- Agustín Carlevaro (1913–1995), Gitarrist, Arrangeur und Architekt
- Romeo Gavioli (1913–1957), Architekt und Musiker
- Mario Payssé Reyes (1913–1988), Architekt
- Roberto Porta (1913–1984), uruguayisch-italienischer Fußballspieler und -trainer
- Carlos Roldán (1913–1973), Tangosänger und Schauspieler
- Severino Varela (1913–1995), Fußballspieler
- Raúl Banfi (1914–1982), Fußballspieler
- Héctor Cazenave (1914–1958), uruguayisch-französischer Fußballspieler
- Julio César Costemalle (1914–?), Schwimmer und Wasserballspieler
- Juan Agostino Alberti (* 1916), Fußballspieler
- Liselotte Brüne (1916–2016), deutsche Physiotherapeutin
- Abel Carlevaro (1916–2001), Gitarrist und Komponist
- Ettore Puricelli (1916–2001), uruguayisch-italienischer Fußballspieler und -trainer
- Félix Sienra (1916–2023), Segler und Sportfunktionär
- Eduardo F. Acosta y Lara (1917–2014), Historiker und Anthropologe
- Raúl Barbero (1917–2014), Journalist, Librettist und Dramatiker
- Obdulio Jacinto Varela (1917–1996), Fußballspieler und Weltmeister 1950
- Roque Máspoli (1917–2004), Fußballtorhüter und -trainer
- Roberto Scarone (1917–1994), Fußballspieler und -trainer
- María Ester Gatti (1918–2010), Menschenrechtsaktivistin
- Eduardo Jiménez de Aréchaga (1918–1994), Jurist und Präsident des Internationalen Gerichtshofs (1976–1979)
- Julio Lacarte Muró (1918–2016), Politiker und Diplomat
- Raúl Vaz-Ferreira (1918–2006), Zoologe und Hochschullehrer
- Rómulo Aguerre (1919–2002), Fotograf
- Alberto Breccia (1919–1993), Comiczeichner und -Autor
- Antonio Frasconi (1919–2013), uruguayisch-US-amerikanischer Künstler, Lehrer und Autor
- Leonel Gabriel (1919–2005), Schwimmer und Wasserballspieler
- Juan Felipe Yriart (1919–2002), Diplomat
- Ubaldo Cruche (1920–1988), Fußballspieler
- Luisa Cuesta (1920–2018), Menschenrechtsaktivistin
- Schubert Gambetta (1920–1991), Fußballspieler
- Jorge Pacheco Areco (1920–1998), Politiker und von 1967 bis 1972 Präsident Uruguays

### 1921–1930

#### 1921–1925
- Amanda Berenguer (1921–2010), Schriftstellerin
- Luis Castro (1921–2002), Fußballspieler
- Adela Reta (1921–2001), Juristin und Politikerin
- Luis Tróccoli (1921–1993), Politiker
- Ramón Abella (1922–1989), Schwimmer und Wasserballspieler
- Homero Alsina Thevenet (1922–2005), Journalist und Schriftsteller
- Orfila Bardesio (1922–2009), Lyrikerin
- Gonzalo Fonseca (1922–1997), Bildhauer und Maler
- Antonio Larreta (1922–2015), Schriftsteller, Kritiker und Schauspieler
- Carlos Mercader (1922–2010), Moderner Fünfkämpfer
- Guillermo Gómez Platero (1922–2014), Architekt
- China Zorrilla (1922–2014), Schauspielerin und Regisseurin
- Juan Burgueño (1923–1997), Fußballspieler
- Omero Capozzoli (1923–2001), Maler und Cineast
- Ulises Pivel Devoto (1923–1981), Politiker
- Óscar González (1923–2006), Automobilrennfahrer
- Osvaldo Mariño (1923–2007), Schwimmer und Wasserballspieler
- Alberto Ortiz (* 1923), Moderner Fünfkämpfer
- Carlos Páez Vilaró (1923–2014), Maler, Bildhauer, Schriftsteller, Komponist und Architekt
- Gustavo Rojo (1923–2017), spanischer Schauspieler und Filmproduzent
- Raúl Schiaffino (1923–1982), Fußballspieler
- Héctor Tosar (1923–2002), Komponist, Dirigent und Pianist
- Alejandro Zaffaroni (1923–2014), Biochemiker, Biotechnologe und Unternehmer
- Ricardo Espalter (1924–2007), Schauspieler
- Juan Carlos González (1924–2010), Fußballspieler
- Enrique Lessa (* 1924), Schriftsteller und Journalist
- Walter Pérez (1924–2009), Leichtathlet
- Alberto Uria (1924–1988), Automobilrennfahrer
- Gladys Afamado (1925–2024), Künstlerin und Schriftstellerin
- Gregorio Álvarez (1925–2016), General und Politiker
- Fernando Mañé Garzón (1925–2019), Kinderarzt, Helminthologe und Wissenschaftshistoriker
- Nina Miranda (1925–2012), Sängerin
- Blanca París de Oddone (1925–2008), Historikerin und Hochschullehrerin
- Luis Prais Bernardo (1925–2005), Fußballspieler und -trainer
- Juan Schiaffino (1925–2002), uruguayisch-italienischer Fußballspieler
- Juan Luis Segundo (1925–1996), Ordensgeistlicher, Philosoph und Theologe
- Carlos Tramútolo (1925–2013), Radsportler
- César Campodónico (1929–2005), Theaterregisseur, Schauspieler und Dozent

#### 1926–1930
- Julio César Britos (1926–1998), Fußballspieler
- Mario Figueredo (* 1926–?), Radrennfahrer
- José García (1926–2011), Fußballspieler
- Alcides Ghiggia (1926–2015), uruguayisch-italienischer Fußballspieler und Weltmeister 1950
- Héctor Gros Espiell (1926–2009), Politiker und Rechtswissenschaftler
- Julio María Palleiro (1926–2020), Fußballspieler
- Julio Pérez (1926–2002), Fußballspieler
- Ángel Rama (1926–1983), Schriftsteller, Romanist und Hispanist
- Jorge Sapelli (1926–1996), Politiker
- Juan Carlos Toja Pintos (1926–2011), Fußballspieler
- Víctor Rodríguez Andrade (1927–1985), Fußballspieler
- Jorge Batlle (1927–2016), Journalist, Anwalt, Politiker und Staatspräsident (2000–2005)
- Juan Bucetta (1927–2017), Schwimmer und Wasserballspieler
- Emilio Castro (1927–2013), methodistischer Theologe
- Julio Sobrera (* 1927), Radrennfahrer
- Wladimir Turiansky (1927–2015), Politiker, Gewerkschaftsführer und Autor
- Hércules Azcune (1928–2004), Leichtathlet
- Juan María Bordaberry (1928–2011), Präsident Uruguays von 1972 bis 1976
- Julio César Castro (1928–2003), Komiker und Erzähler
- William Martínez (1928–1997), Fußballspieler
- Florbel Pérez (* 1928), Schwimmer
- Estrella Puente (* 1928), Leichtathletin und Tennisspielerin
- Miguel Terekhov (1928–2012), US-amerikanischer Balletttänzer und Ballettlehrer
- Omar Borrás (1929–2022), Fußballtrainer
- César Campodónico (1929–2005), Theaterregisseur, Schauspieler und Dozent
- Glauco Capozzoli (1929–2003), Maler und Kupferstecher
- Romualdo Moro (1929–2001), Fußballspieler
- José Santamaría (* 1929), uruguayisch-spanischer Fußballspieler und -trainer
- Rubén Yáñez (1929–2015), Theaterregisseur und Schauspieler
- Julio Abbadie (1930–2014), Fußballspieler
- Carlos Abdala (1930–1976), Politiker, Diplomat und Minister
- Luis Batlle Ibáñez (1930–2016), Pianist
- Raúl Bentancor (1930–2012), Fußballspieler und -trainer
- Juan Figer (1930 oder 1934–2021), uruguayisch-brasilianischer Spielervermittler im Fußball
- Guillermo García Costa (1930–2014), Politiker
- Daniel Gil Zorrilla (1930–2008), römisch-katholischer Bischof
- Anselmo Grau (1930–2001), Musiker und Radiomoderator
- Dumas Lerena (1930–2009), Schauspieler und Theaterregisseur
- Rubén Morán (1930–1978), Fußballspieler
- Herbé Seijas (1930–1983), Bischof von San José de Mayo
- Miguel Seijas (* 1930), Ruderer
- Rafael Souto (* 1930), Fußballspieler
- Ramón Villaverde (1930–1986), Fußballspieler

### 1931–1940

#### 1931–1935
- Luis del Castillo Estrada (* 1931), römisch-katholischer Geistlicher, Altbischof von Melo
- Raúl Horacio Scarrone Carrero (1931–2021), römisch-katholischer Bischof
- Walter Taibo (1931–2021), Fußballspieler
- Walter Vidarte (1931–2011), Schauspieler
- Javier Ambrois (1932–1975), Fußballspieler
- Carlos Kis (1932–2010), Maler, Grafiker, Bildhauer und Muralist
- Sylvia Lago (* 1932), Schriftstellerin, Literaturkritikerin und Dozentin
- Circe Maia (* 1932), Schriftstellerin
- Carlos Miloc (1932–2017), Fußballspieler und -trainer
- Mariano Arana (1933–2023), Politiker
- Enrique Arocena Olivera (* 1933), Wirtschaftshistoriker
- Jorge Brovetto (1933–2019), Politiker
- Mirto Davoine (* 1933), Fußballspieler
- Fermín Donazar (1933–2018), Leichtathlet
- Horacio Ferrer (1933–2014), Schriftsteller, Journalist und Tangohistoriker
- Braulio Orejas-Miranda (1933–1985), Herpetologe, Naturschützer und Pädagoge
- Dervy Vilas (1933–2019), Schauspieler, Dramaturg und Theaterregisseur
- Jaime Yavitz (1933–2016), Schauspieler, Theaterregisseur und Dozent
- Enrique Almada (1934–1990), Komiker, Schauspieler, Schriftsteller, Komponist und Musiker
- Luis Di Matteo (* 1934), Musiker
- Héctor Gutiérrez Ruiz (1934–1976), Politiker und Journalist
- George Hilton (1934–2019), Schauspieler
- Eduardo Priggione (* 1934), Schwimmer
- Eduardo Puertollano (* 1934), Radrennfahrer
- Jorge Sanguinetti (1934–2017), Politiker
- Pablo R. San Martín (1934–1969), Insektenkundler und Arachnologe
- Carlos Sherman (1934–2005), belarussisch-spanischer Übersetzer und Schriftsteller
- Walter Davoine (* 1935), Fußballspieler
- Julio César Maglione (* 1935), Schwimmer und Sportfunktionär
- José Mujica (1935–2025), Politiker und von 2010 bis 2015 Präsident Uruguays
- Elena Zuasti (1935–2011), Schauspielerin

#### 1936–1940
- Jorge Abbondanza (1936–2020), Kulturjournalist, Kritiker und Künstler
- Mario D’Angelo (1936–2007), Künstler
- Carlos Blixen (1936–2022), Basketballspieler
- Héctor Demarco (1936–2010), Fußballspieler
- Guillermo Escalada (1936–2023), Fußballspieler
- Jorge Machiñena (1936–2007), Politiker
- Antonio Mastrogiovanni (1936–2010), Komponist und Musikpädagoge
- Héctor Núñez (1936–2011), uruguayisch-spanischer Fußballspieler und -trainer
- Héctor Omar Ramos (* 1936), Fußballspieler
- Julio María Sanguinetti (* 1936), Staatspräsident von Uruguay
- Alfredo Zitarrosa (1936–1989), Sänger, Dichter und Journalist
- Martín Aguirre Gomensoro (1937–2016), Journalist
- Mario Ludovico Bergara (1937–2001), Fußballspieler
- Lisa Block de Behar (* 1937), Literaturwissenschaftlerin und Hochschullehrerin
- Julio Calcagno (1937–2024), Schauspieler
- Miguel Ángel Campodónico (1937–2022), Journalist und Schriftsteller
- Teresita von Freyberg (1937–2009), Adelige und Diözesanoberin der Malteser
- Raúl Gadea (* 1937), Filmkritiker, Essayist und Kulturjournalist
- Esmeralda Mallada (1937–2023), Astronomin
- Didier Opertti (* 1937), Politiker
- Rodolfo Rodino (* 1937), Radrennfahrer
- Walter Róque (1937–2014), Fußballspieler und -trainer
- Lucho Avilés (1938–2019), Showmaster und Journalist
- Washington Luna (1938–2009), Sänger
- Jorge Manicera (1938–2012), Fußballspieler
- José Serebrier (* 1938), Dirigent und Komponist
- Alcides Silveira (1938–2011), Fußballspieler und -trainer
- Roberto Aguerre (* 1939), Bildhauer, Historiker, Architekt und Filmregisseur
- Emilio Walter Álvarez (1939–2010), Fußballspieler
- Heroídes Artigas Mariño (1939–2012), Journalist und Historiker
- Elgar Baeza (1939–2020), Fußballspieler
- Olga Bérgolo (1939–2022), Tänzerin
- Luis Brezzo (1939–2002), Politiker und Journalist
- Rubén Adán González (* 1939), Fußballspieler
- María Gravina (* 1939), Schriftstellerin
- Francisco Majewski (1939–2012), Fußballspieler
- Washington Poyet (1939–2007), Basketballspieler
- Daniel Puig Terra (1939–2003), Politiker
- Fanny Puyesky (1939–2010), Schriftstellerin, Journalistin und Feministin
- Héctor Salvá (1939–2015), Fußballspieler und -trainer
- Dinorah Varsi (1939–2013), Pianistin
- Daniel Viglietti (1939–2017), Sänger, Komponist und Gitarrist
- Ethel Afamado (* 1940), Sängerin und Schriftstellerin
- Gonzalo Aguirre (1940–2021), Rechtsanwalt, Journalist, Politiker und Vizepräsident
- Coriún Aharonián (1940–2017), Komponist
- Danilo Astori (1940–2023), Politiker
- Alberto Bensión (* 1940), Politiker
- Ignacio Bergara (1940–2004), Fußballspieler
- Julio Dalmao (* 1940), Fußballspieler
- Eduardo Galeano (1940–2015), Journalist, Essayist und Schriftsteller
- Myriam Gleijer (* 1940), Schauspielerin, Dozentin und Theaterregisseurin
- Armando González (* 1940), Leichtathlet
- Eduardo Mateo (1940–1990), Musiker und Komponist
- Conrado Silva (1940–2014), Komponist und Hochschullehrer
- Luis Ubiña (1940–2013), Fußballspieler
- Tabaré Vázquez (1940–2020), Politiker und Präsident von Uruguay
- Pablo Vierci (* 1940), Journalist, Drehbuchautor und Schriftsteller
- Héctor Vigliecca (* 1940), uruguayisch-brasilianischer Architekt

### 1941–1950

#### 1941–1945
- Dino Armas (* 1941), Theaterregisseur und Dramaturg
- Enrique Crespo (1941–2020), uruguayisch-deutscher Posaunist
- Pablo Jaime Galimberti di Vietri (* 1941), römisch-katholischer Geistlicher und Bischof von Salto
- Federico García Vigil (1941–2020), Dirigent
- Raúl Jaurena (1941–2021), Bandoneon-Spieler, Arrangeur und Komponist
- Luis Alberto Lacalle Herrera (* 1941), Jurist und von 1990 bis 1995 Staatspräsident von Uruguay
- Margarita Percovich (* 1941), Politikerin
- Cristina Peri Rossi (* 1941), Schriftstellerin, Übersetzerin und Journalistin
- Raúl Antonio Baldomir (* 1942), Theaterregisseur, Schauspieler und Dozent
- Roberto Darvin (1942–2024), Gitarrist und Sänger
- Juan Daniel Cardellino (1942–2007), Fußballschiedsrichter
- Eleuterio Fernández Huidobro (1942–2016), Politiker und Schriftsteller
- Enrique Fierro (1942–2016), Schriftsteller und Lyriker
- Nelson Marra (1942–2007), Schriftsteller und Literaturkritiker
- Álvaro Mones (* 1942), Wirbeltierpaläontologe, Biologe und Wissenschaftshistoriker
- Jorge Arbeleche (* 1943), Schriftsteller, Essayist und Dozent
- Víctor L. Bacchetta (* 1943), Journalist
- Juan Carlos Borteiro (* 1943), Fußballspieler und -trainer
- Jorge Jukich (* 1943), Radrennfahrer
- Ricardo Pavoni (* 1943), Fußballspieler
- Rubén Rada (* 1943), Sänger, Perkussionist und Schauspieler
- Hugo Achugar (* 1944), Schriftsteller, literarischer Essayist und Dozent
- María Azambuya (1944–2011), Schauspielerin und Theaterregisseurin
- Héctor Bingert (* 1944), Jazz- und Unterhaltungsmusiker
- Guzmán Carriquiry (* 1944), Verwaltungsjurist
- Ángel Castelnoble (* 1944 oder 1945), Fußballspieler und -trainer
- Víctor Espárrago (* 1944), Fußballspieler und -trainer
- Beatriz Lockhart (1944–2015), Komponistin
- Sergio Markarián (* 1944), uruguayisch-argentinischer Fußballtrainer
- Luis Marotte (* 1944), Fußballspieler
- Julio Montero Castillo (* 1944), Fußballspieler
- Washington Rodríguez (1944–2014), Boxer
- Rafael Viñoly (1944–2023), Architekt
- Alvaro Barros-Lemez (1945–2004), Journalist, Essayist, Dozent und Verleger
- Daniel Bérgolo (1945–2009), Schauspieler
- Rafael Capurro (* 1945), Philosoph und Professor für Informationsethik
- Hugo Fernández Vallejo (1945–2022), Fußballspieler und -trainer
- Jaime Rafael Fuentes Martín (* 1945), römisch-katholischer Priester, Bischof von Minas
- Luis Garisto (1945–2017), Fußballspieler und -trainer
- Mónica Lista (1945–2016), deutsche Malerin und Objektkünstlerin
- Ladislao Mazurkiewicz (1945–2013), Fußballspieler
- Julio Morales (1945–2022), Fußballspieler
- Wilson de Oliveira (* 1945), Jazzmusiker
- Darwin Piñeyrúa (1945–1978), Leichtathlet
- Alberto Sanguinetti Montero (* 1945), römisch-katholischer Geistlicher, Bischof von Canelones
- Guillermo Zapiola (* 1945), Filmkritiker

#### 1946–1950
- Alberto Breccia Guzzo (1946–2014), Politiker
- Rodolfo Gambini (* 1946), theoretischer Physiker
- Rafael Gomensoro (* 1946), Schriftsteller
- Alberto Magnone (* 1946), Pianist, Dirigent und Komponist
- Carlos Ott (* 1946), Architekt
- Juan Carlos Raffo (* 1946), Politiker und Schriftsteller
- Juan Andrés Ramírez (1946–2025), Politiker und von 1990 bis 1993 Innenminister Uruguays
- Rubén Techera (* 1946), Fußballspieler
- Rodrigo Arocena (* 1947), Mathematiker, Hochschullehrer, Journalist und Publizist
- Hugo Fernández Faingold (1947–2025), Politiker
- Homero Francesch (* 1947), Schweizer Pianist
- Luis Hierro López (* 1947), Politiker
- Eduardo Strauch Urioste (* 1947), Architekt und Maler
- Óscar Tabárez (* 1947), Fußballspieler und -trainer
- Jorge Traverso (1945–2025), Journalist, Rundfunk- und Fernsehmoderator
- Alejandro Atilio Abal Oliú (* 1948), Rechtswissenschaftler
- Carlos Alcántara (* 1948), Straßenradrennfahrer
- César Amaro (1948–2012), Gitarrist
- Pantaleón Astiazarán (* 1948), Fotograf
- Hugo Bervejillo (* 1948), Schriftsteller
- Eduardo Bonomi (1948–2022), Politiker
- Susana Dalmás (1948–2012), Politikerin
- Ricardo Ehrlich (* 1948), Politiker und von 2005 bis 2010 Bürgermeister von Montevideo
- Juan Introini (1948–2013), Schriftsteller
- Horacio Xaubet (* 1948), literarischer Essayist und Dozent
- Marina Arismendi (* 1949), Politikerin und Aktivistin
- Alicia Asconeguy (1949–2020), Malerin und Grafikerin
- Lucio Cáceres (* 1949), Politiker
- Walter Corbo (* 1949), Fußballspieler
- Rodolfo González Rissotto (1949–2020), Politiker
- Carlos Liscano (1949–2023), Schriftsteller und Übersetzer
- Álvaro Moerzinger Pagani (* 1949), Diplomat
- Martín Pablo Pérez Scremini (* 1949), römisch-katholischer Geistlicher, Bischof von Florida
- Luis Sosa (* 1949), Radrennfahrer
- Roberto Appratto (* 1950), Schriftsteller und Literaturkritiker
- Jorge Lazaroff (1950–1989), Sänger, Gitarrist und Komponist
- Tomás Linn (* 1950), Journalist und Dozent
- Álvaro Ramos (* 1950), Politiker und von 1995 bis 1998 Außenminister von Uruguay

### 1951–1960

#### 1951–1955
- Sergio Altesor (* 1951), Künstler und Schriftsteller
- Diana Bianchi (* 1951), Historikerin
- Daisy Tourné (1951–2022), Politikerin
- Raúl Vallarino (* 1951), Schriftsteller und Journalist
- Luis Alberto Acosta (* 1952), Fußballspieler
- Alejandro Atchugarry (1952–2017), Politiker
- Gonzalo Fernández (* 1952), Jurist und Politiker
- Gustavo Fernández (* 1952), Fußballspieler
- Jorge Fossati (* 1952), Fußballspieler und -trainer
- Amiram Ganz (* 1952), Geiger und Hochschullehrer
- Héctor Loureiro (* 1952), Fußballspieler
- Walter Mantegazza (1952–2006), Fußballspieler
- Carlos Mieres (* 1952), Gitarrist
- Fernando Morena (* 1952), Fußballspieler und -trainer
- Miguel Piazza (* 1952), Fußballspieler und -trainer
- Edwin Seroussi (* 1952), israelischer Musikologe
- Jorge Siviero (* 1952), Fußballspieler und -trainer
- Waldemar Victorino (1952–2023), Fußballspieler
- Bernardo Aguerre (1953–2022), Gitarrist und Komponist
- Eduardo Darnauchans (1953–2007), Musiker und Liedermacher
- Elbio Rodríguez Barilari (* 1953), Komponist, Musiker, Musikpädagoge und Schriftsteller
- Fernando Miguel Gil Eisner (1953–2020), römisch-katholischer Geistlicher, Bischof von Salto
- Daniel González (* 1953–1985), Fußballspieler
- Ana Olivera (* 1953), Politikerin
- Walter Olivera (* 1953), Fußballspieler
- Roberto Francisco Ferrería Paz (* 1953), römisch-katholischer Geistlicher und Bischof von Campos
- Álvaro Pierri (* 1953), klassischer Gitarrist
- Héctor Resola (* 1953), Fußballspieler
- Jaime Roos (* 1953), Musiker
- Jean Luc Rosat (1953–2021), brasilianischer Volleyballspieler
- Lorenzo Unanue (* 1953), Fußballspieler
- Ana Luisa Valdés (* 1953), Schriftstellerin und Übersetzerin
- Eduardo Barreto (1954–2011), Comiczeichner
- Cristina García Banegas (* 1954), Organistin, Dirigentin und Musikprofessorin
- Alfredo Evangelista (* 1954), Boxer
- Héctor Guido (* 1954), Schauspieler, Dramaturg und Theaterregisseur
- José Ramón Novoa (* 1954), venezolanischer Filmeditor, Filmproduzent und Filmregisseur
- Nelson Pedetti (* 1954), Fußballspieler
- Eduardo Pereira (* 1954), Fußballspieler
- Saúl Rivero (1954–2022), Fußballspieler und -trainer
- Alejandro Urdapilleta (1954–2013), Schauspieler, Schriftsteller und Drehbuchautor
- Nelson Agresta (* 1955), Fußballspieler und -trainer
- José Bayardi (* 1955), Politiker
- Roy Berocay (* 1955), Schriftsteller und Kinderbuchautor
- Fernando Cóndon (* 1955), Komponist und Dirigent
- Esteban Klísich (* 1955), Gitarrist, Komponist und Autor
- Juan D. Lange (* 1955), uruguayisch-deutscher Tänzer und Tanzlehrer
- Adán Machado (* 1955), Fußballtrainer

#### 1956–1960
- Luca Barbareschi (* 1956), italienischer Schauspieler und Filmemacher
- Ana Inés Larre Borges (* 1956), Literaturkritikerin, Übersetzerin und Herausgeberin
- Fernando Cabrera (* 1956), Komponist, Sänger und Gitarrist
- José Luis Damiani (* 1956), Tennisspieler
- Enrique P. Lessa (* 1956), Biologe
- Daniel Maggiolo (1956–2004), Komponist und Musikpädagoge
- Elli Medeiros (* 1956), Sängerin und Schauspielerin
- José María Muñiz (* 1956), Fußballspieler
- Rodolfo Rodríguez (* 1956), Fußballspieler
- Luis Trochón (1956–2020), Musiker und Komponist
- Juan Carlos Acosta (* 1957), Fußballspieler
- Tabaré Aguerre (* 1957), Politiker
- Álvaro Carlevaro (* 1957), Komponist, Gitarrist und Musikpädagoge
- Jorge Chagas (* 1957), Journalist und Schriftsteller
- Claudio Invernizzi (* 1957), Schriftsteller und Werber
- Aldo Lamorte (* 1957), Architekt und Politiker
- Daniel Martínez (* 1957), Ingenieur und Politiker
- Ricardo Ortíz (* 1957), Fußballspieler und -trainer
- Eliseo Rivero (* 1957), Fußballspieler
- Carlos Sahakian (* 1957), Künstler und Dichter
- Florencia Varela (* 1957), Tänzerin und Choreografin
- Bernardo Arévalo (* 1958), guatemaltekischer Politiker, Diplomat, Soziologe und Schriftsteller
- Arotxa (* 1958), Zeichner und Karikaturist
- Alberto Bica (1958–2021), Fußballspieler
- César Charlone (* 1958), Kameramann
- Daniel Enríquez (* 1958), Fußballspieler und -trainer
- Mosche Halbertal (* 1958), israelischer Philosoph
- Mariana Ingold (* 1958), Komponistin und Sängerin
- Carlos Kalmar (* 1958), österreichisch-uruguayischer Dirigent
- Roberto Kreimerman (* 1958), Politiker
- Rafael Michelini (* 1958), Politiker
- Eduardo Migliónico (* 1958), Schauspieler
- Celso Otero (* 1958), Fußballspieler und -trainer
- Enrique Pintado (* 1958), Politiker
- Sylvia Rothblum (* 1958), österreichische Medienmanagerin, Film- und Fernsehproduzentin sowie Buchautorin
- Petru Valenski (* 1958), Schauspieler und Fernsehmoderator
- Alvaro Zinno (* 1958), uruguayisch-italienischer Fotograf
- Eduardo Mario Acevedo (* 1959), Fußballspieler und -trainer
- Eduardo Alvariza (* 1959), Schriftsteller und Journalist
- Fernando Álvez (* 1959), Fußballspieler
- Daniel Fernando Sturla Berhouet (* 1959), römisch-katholischer Erzbischof von Montevideo und Kardinal
- Andrea Blanqué (* 1959), Autorin
- Eduardo Brenta (* 1959), Politiker
- Ariel Caldarelli (* 1959), Schauspieler, Theaterregisseur, Dozent und Autor
- Helena Corbellini (* 1959), Schriftstellerin und Dozentin
- Pablo Estramín (1959–2007), Musiker
- Elisa Izaurralde (1959–2018), Biochemikerin
- Pablo Mieres (* 1959), Politiker
- Gustavo Nocetti (1959–2002), Tangosänger
- Rubén Plaza (1959–2012), Fußballspieler
- César Vega (* 1959), Fußballspieler und -trainer
- Luis Antonio Beauxis (* 1960), Schriftsteller
- Pedro Bordaberry (* 1960), Politiker
- Miguel Bossio (* 1960), Fußballspieler
- Carlos Colacce (* 1960), Politiker
- Luis Jure (* 1960), Komponist und Musikpädagoge
- Fernando Lorenzo (* 1960), Politiker

### 1961–1970

#### 1961–1965
- Daniel Ayala (* 1961), Hörfunkmoderator
- Adolfo Barán (* 1961), Fußballspieler und -trainer
- Jorge da Silva (* 1961), Fußballspieler und -trainer
- Enzo Francescoli (* 1961), Fußballspieler
- Martín Lasarte (* 1961), Fußballspieler und -trainer
- Pedro Pedrucci (* 1961), Fußballspieler
- Daniel Sánchez (* 1961), Fußballspieler und -trainer
- Jorge Seré (* 1961), Fußballspieler und -trainer
- Ernesto Vargas (* 1961), Fußballspieler
- Walter Bordoni (* 1962), Komponist, Pianist, Sänger und Gitarrist
- Nelson Gutiérrez (* 1962), Fußballspieler
- Oscar Larroca (* 1962), Maler, Grafiker und Publizist
- Martín Lasarte Topolansky (* 1962), Ordensgeistlicher, Bischof von Lwena in Angola
- Diego Pérez (* 1962), Tennisspieler
- Javier Zeoli (* 1962), Fußballspieler
- Patricia Bentancur (* 1963), Künstlerin und Kuratorin
- Gustavo Bueno (* 1963), Fußballspieler und -trainer
- Enrique Leite (* 1963), Schwimmer und Kajakfahrer
- Roland Marcenaro (* 1963), Fußballspieler und -trainer
- Gerardo Miranda (* 1963), Fußballspieler
- Graciela Muslera (* 1963), Politikerin
- Alexis Noble (1963–2025), Fußballspieler
- José Enrique Peña (* 1963), Fußballspieler
- Juan Verzeri (* 1963), Fußballtrainer
- José Luis Zalazar (* 1963), Fußballspieler
- Enrique Aguerre (* 1964), Videoregisseur, Videokünstler und Museumsdirektor
- Carlos Aguilera (* 1964), Fußballspieler
- Fernando Barboza (1964–2014), Fußballspieler
- Jorge Drexler (* 1964), Musiker
- Pablo Alfonso Jourdán Alvariza (* 1964), römisch-katholischer Geistlicher, Bischof von Melo
- César Olivera (* 1964), Fußballspieler und -trainer
- Milton Luis Tróccoli Cebedio (* 1964), römisch-katholischer Geistlicher, Bischof von Maldonado-Punta del Este-Minas
- Diego Aguirre (* 1965), Fußballspieler und -trainer
- Diego Barnabé (* 1965), Journalist und Schauspieler
- Daniel Freitas Rodríguez (* 1965), Boxer
- Gerardo Leibner (* 1965), Historiker
- Gustavo Machaín (* 1965), Fußballspieler und -trainer
- Guillermo McGill (* 1965), Jazzmusiker
- Edward Salas (* 1965), australischer Radrennfahrer

#### 1966–1970
- Diego Arsuaga (* 1966), Regisseur
- Fernando Kanapkis (* 1966), Fußballspieler
- Sergio Lafuente (* 1966), Gewichtheber und Rallyefahrer
- Tab Ramos (* 1966), US-amerikanischer Fußballspieler und -trainer
- Guillermo Sanguinetti (* 1966), Fußballspieler und -trainer
- Rubén Sosa Ardáiz (* 1966), Fußballspieler
- Alejandro Apud (* 1967), Fußballspieler und -trainer
- Claudio Arbiza (* 1967), Fußballspieler
- Raúl Benzo (* 1967), Schriftsteller
- Héctor Burguez (* 1967), Fußballspieler und -trainer
- Pablo Correa (* 1967), Fußballspieler und -trainer
- Carlos Enciso (* 1967), Politiker
- Oscar Ferro (* 1967), Fußballspieler
- Marcelo Filippini (* 1967), Tennisspieler
- Henry López Báez (* 1967), Fußballspieler
- Gustavo Poyet (* 1967), Fußballspieler und -trainer
- Gerardo Rabajda (* 1967), Fußballspieler
- Enrique Saravia (* 1967), Fußballspieler und Politiker
- Rubén Acosta (* 1968), Fußballspieler
- Carlos Balbi (* 1968), Pianist
- Danilo Baltierra (* 1968), Fußballspieler und -trainer
- Luis Barbat (* 1968), Fußballspieler
- María Carámbula (* 1968), Schauspielerin
- Gabi Correa (* 1968), Fußballspieler und -trainer
- Alejandro Grandi (* 1968), Fußballspieler
- Álvaro Gutiérrez (* 1968), Fußballspieler und -trainer
- Eloísa Ibarra (* 1968), Künstlerin
- Jorge Larrionda (* 1968), Fußballschiedsrichter
- Rubén Pereira (* 1968), Fußballspieler
- Robert Pérez (* 1968), Fußballtrainer
- Rodrigo Plá (* 1968), Regisseur
- Fernando Santullo (* 1968), Musiker
- Guillermo Almada (* 1969), Fußballtrainer und -spieler
- Claudia Amengual (* 1969), Schriftstellerin, Dozentin und Übersetzerin
- Roberto Belo (* 1969), Journalist, Radiomoderator und Produzent
- Adrián Caetano (* 1969), Regisseur
- Richard Esponda (* 1969), Boxer
- Daniel Fonseca (* 1969), Fußballspieler
- Sergio Martínez (* 1969), Fußballspieler
- Éber Moas (* 1969), Fußballspieler
- Leonardo Ramos (* 1969), Fußballspieler und -trainer
- Carlos Soca (* 1969), Fußballspieler
- Carlos María Morales (* 1970), Fußballspieler

### 1971–1980

#### 1971–1975

##### 1971
- Federico Bergara (* 1971), Fußballspieler
- Jorge Contreras (* 1971), Fußballspieler
- Diego Dorta (* 1971), Fußballspieler
- Gustavo Méndez (* 1971), Fußballspieler
- Paolo Montero (* 1971), Fußballspieler und -trainer
- Marcelo Otero (* 1971), Fußballspieler
- Pedro Piedrabuena (* 1971), US-amerikanischer Karambolagespieler
- Marcelo Saralegui (* 1971), Fußballspieler und -trainer
- César Silvera (* 1971), Fußballspieler
- Líber Vespa (1971–2018), Fußballspieler und -trainer

##### 1972
- Mauricio Espinosa (* 1972), Fußballschiedsrichter
- Gustavo Ferreyra (* 1972), Fußballspieler und -trainer
- Luis Eduardo González Cedrés (* 1972), katholischer Geistlicher, Bischof von Mercedes
- Ramiro Guzmán (* 1972), Schriftsteller und Musiker
- Gonzalo Rodríguez (1972–1999), Automobilrennfahrer
- Erwin Schrott (* 1972), Bassbariton
- Washington Tais (* 1972), Fußballspieler und -trainer

##### 1973
- Nelson Abeijón (* 1973), Fußballspieler
- Cesla Amarelle (* 1973), Schweizer Politikerin (SP)
- Alejandro Curbelo (* 1973), Fußballspieler und -trainer
- Carlos Nicola (* 1973), Fußballspieler und -trainer
- Luis Alberto Lacalle Pou (* 1973), Rechtsanwalt und Politiker
- Andrés Rodríguez Vila (* 1973), Schachspieler

##### 1974
- Edgardo Adinolfi (* 1974), Fußballspieler
- Gabriel Álvez (* 1974), Fußballspieler
- Adrián Colombo (* 1974), Fußballspieler und -trainer
- Fernando Correa (* 1974), Fußballspieler
- Néstor Correa (* 1974), Fußballspieler
- Claudio Elías (* 1974), Fußballspieler
- Diego López (* 1974), Fußballspieler
- Juan Pablo Rebella (1974–2006), Drehbuchautor und Regisseur
- Darío Rodríguez (* 1974), Fußballspieler

##### 1975
- Diego Alonso (* 1975), Fußballspieler und -trainer
- Javier Delgado (* 1975), Fußballspieler
- Fernando Fastoso, Wirtschaftswissenschaftler
- Andrés Fleurquín (* 1975), uruguayisch-italienischer Fußballspieler
- Cristian Gonzáles (* 1975), Fußballspieler
- Óscar Morales (* 1975), Fußballspieler
- Andrés Scagliola (* 1975), Politiker
- Andrés Scotti (* 1975), Fußballspieler

#### 1976–1980

##### 1976
- Andrés Aparicio (* 1976), Fußballspieler
- Elena Guerra (* 1976), Leichtathletin
- Federico Magallanes (* 1976), Fußballspieler
- Richard Núñez (* 1976), Fußballspieler
- Antonio Pacheco (* 1976), Fußballspieler -trainer
- Walter Pandiani (* 1976), Fußballspieler
- Richard Pellejero (* 1976), Fußballspieler
- Hugo Pilo (* 1976), Fußballspieler und -trainer
- Álvaro Recoba (* 1976), Fußballspieler
- Marcelo Romero (* 1976), Fußballspieler
- Martín Sastre (* 1976), Medienkünstler
- Fernanda Trías (* 1976), Schriftstellerin

##### 1977
- Martín Barlocco (* 1977), Fußballspieler
- Adrián Berbia (* 1977), Fußballspieler
- Guillermo Giacomazzi (* 1977), Fußballspieler
- Natalia Oreiro (* 1977), Sängerin und Schauspielerin
- Diego Perrone (* 1977), Fußballspieler
- Bruno Piano (* 1977), Fußballspieler
- Álvaro Pintos (* 1977), Fußballspieler
- Andrés Rinderknecht (* 1977), Wirbeltierpaläontologe
- Ignacio Risso (* 1977), Fußballspieler
- Adrián Romero (* 1977), Fußballspieler
- Diego Scotti (* 1977), Fußballspieler

##### 1978
- Fede Álvarez (* 1978), Filmregisseur und Drehbuchautor
- Walt Báez (* 1978), Fußballspieler
- Gustavo Biscayzacú (* 1978), Fußballspieler
- Christian Callejas (* 1978), Fußballspieler
- Juan Guillermo Castillo (* 1978), Fußballspieler
- Sebastián Cessio (* 1978), Fußballspieler
- José María Franco (* 1978), Fußballspieler
- Alejandro Lembo (* 1978), Fußballspieler
- Martín Morales (* 1978), Fußballspieler
- Bárbara Mori (* 1978), uruguayisch-mexikanische Schauspielerin und Model
- Gustavo Munúa (* 1978), Fußballspieler und -trainer
- Nicolás Olivera (* 1978), Fußballspieler
- Sergio Órteman (* 1978), Fußballspieler
- Diego Rariz (* 1978), Fußballspieler
- Mario Regueiro (* 1978), Fußballspieler
- Gaston Rivero (* 1978), uruguayisch-US-amerikanischer Opernsänger (Tenor)
- Gustavo Varela (* 1978), Fußballspieler
- Alexis Viera (* 1978), Fußballspieler
- Marcelo Zalayeta (* 1978), Fußballspieler

##### 1979
- Fernando Albermager (* 1979), Fußballspieler
- Iván Alonso (* 1979), Fußballspieler
- Fernando Cañarte (* 1979), Fußballspieler
- Fabián Carini (* 1979), Fußballspieler
- Fernando Carreño (* 1979), Fußballspieler
- Juan Ramón Curbelo (* 1979), Fußballspieler
- Carlos Díaz (* 1979), Fußballspieler
- Florencia Di Concilio (* 1979), Komponistin
- Ronald Fagúndez (* 1979), Fußballspieler
- Diego Forlán (* 1979), Fußballspieler
- Guillermo Díaz Gastambide (* 1979), Fußballspieler
- Fernando Machado (* 1979), Fußballspieler
- Edgar Martínez (* 1979), Fußballspieler
- Álvaro Mello (* 1979), Fußballspieler
- Pablo Pallante (* 1979), Fußballspieler
- Vicente Sánchez (* 1979), Fußballspieler
- Gabe Saporta (* 1979), Sänger
- Gonzalo Sorondo (* 1979), Fußballspieler
- Gonzalo Vicente (* 1979), Fußballspieler

##### 1980
- Alejandro Acosta (* 1980), Fußballspieler
- Jorge Anchén (* 1980), Fußballspieler
- Fabián Canobbio (* 1980), Fußballspieler
- Martín Ligüera (* 1980), Fußballspieler
- Pedro Luque (* 1980), Kameramann
- Damián Macaluso (* 1980), uruguayisch-italienischer Fußballspieler
- Leonardo Migliónico (* 1980), Fußballspieler
- Néstor Morais (* 1980), Fußballspieler
- Juan Péndola (* 1980), Fußballspieler
- Diego Pérez (* 1980), Fußballspieler
- Omar Pouso (* 1980), Fußballspieler
- Andy Ram (* 1980), israelischer Tennisspieler
- Santiago Silva (* 1980), Fußballspieler
- Cristian Villanueva (* 1980), Radsportler

### 1981–1990

#### 1981–1985

##### 1981
- Héctor Acuña (* 1981), Fußballspieler
- Adrián Apellaniz (* 1981), Fußballspieler
- Darwin Barreto (* 1981), Fußballspieler
- Jorge Bava (* 1981), Fußballspieler
- Sergio Blanco (* 1981), Fußballspieler
- Gonzalo Choy (* 1981), Fußballspieler
- Diego Ciz (* 1981), Fußballspieler
- Hugo Costela (* 1981), Fußballspieler
- Jorge Curbelo (* 1981), Fußballspieler
- Sebastián Eguren (* 1981), Fußballspieler
- Gonzalo Gutiérrez (* 1981), Fußballspieler
- Pablo Lima (* 1981), Fußballspieler
- Marcelo Méndez (* 1981), Fußballspieler
- Julio Mozzo (* 1981), Fußballspieler
- Juan Manuel Olivera (* 1981), Fußballspieler
- Iván Pailós (* 1981), Fußballspieler
- Diego Piñera (* 1981), Jazzmusiker
- Sebastián Sabini (* 1981), Politiker
- Jimmy Schmidt (* 1981), Fußballspieler
- Juan Silva (* 1981), Fußballspieler
- Sebastián Taborda (* 1981), Fußballspieler
- Nelson Techera (* 1981), Fußballspieler
- Gonzalo Vargas (* 1981), Fußballspieler

##### 1982
- Carlos Canobbio (* 1982), Fußballspieler
- Claudio Dadomo (* 1982), Fußballspieler
- Fabián Estoyanoff (* 1982), Fußballspieler
- Ignacio María González (* 1982), Fußballspieler
- Mario Leguizamón (* 1982), Fußballspieler
- Daniel Leites (* 1982), Fußballspieler
- Santiago López (* 1982), Fußballspieler
- Williams Martínez (1982–2021), Fußballspieler
- Javier Méndez (* 1982), Fußballspieler
- Rodrigo Muñoz (* 1982), Fußballspieler
- Christian Núñez (* 1982), Fußballspieler
- Juan Manuel Ortíz (* 1982), Fußballspieler
- Horacio Peralta (* 1982), Fußballspieler
- Francisco Picasso (* 1982), Schwimmer
- Mathías Riquero (* 1982), Fußballspieler
- Juan Pablo Rodríguez (* 1982), Fußballspieler
- Juan Marcelo Toya (* 1982), Fußballspieler
- Mauricio Victorino (* 1982), Fußballspieler
- Fabián Yantorno (* 1982), Fußballspieler

##### 1983
- Bryan Aldave (* 1983), Fußballspieler
- Juan Álvez (* 1983), Fußballspieler
- Nicolás Amodio (* 1983), Fußballspieler
- Esteban Batista (* 1983), Basketballspieler
- Claudio Cardozo (* 1983), Fußballspieler
- Nicolás Correa (* 1983), Fußballspieler
- Carlos Diogo (* 1983), Fußballspieler
- Raúl Ferro (* 1983), Fußballspieler
- Sebastián Gómez (* 1983), andorranischer Fußballspieler
- Pablo Granoche (* 1983), Fußballspieler
- Carlos Grossmüller (* 1983), Fußballspieler
- Ignacio Ithurralde (* 1983), Fußballspieler
- Sebastián Martínez (* 1983), Fußballspieler
- Marcel Novick (* 1983), Fußballspieler
- Rubén Olivera (* 1983), Fußballspieler
- Ángelo Paleso (* 1983), Fußballspieler
- Ignacio Pallas (* 1983), Fußballspieler
- Edu Peppe (* 1983), andorranischer Fußballspieler
- Paulo Pezzolano (* 1983), Fußballspieler
- Andrés Rodríguez (* 1983), Fußballspieler
- Fernando Rodríguez (* 1983), Fußballspieler
- Juan Manuel Salgueiro (* 1983), Fußballspieler
- Francisco Silva (* 1983), Fußballspieler
- Martín Silva (* 1983), Fußballspieler
- Juan Tejera (* 1983), Fußballspieler
- Carlos Valdez (* 1983), Fußballspieler
- Nicolás Vigneri (* 1983), Fußballspieler
- Christian Yeladián (* 1983), Fußballspieler
- Andrés Zamora (* 1983), Langstreckenläufer

##### 1984
- Gerardo Acosta (* 1984), Fußballspieler
- Gerardo Alcoba (* 1984), Fußballspieler
- Mauro Aldave (* 1984), Fußballspieler
- Franco Aliberti (* 1984), Fußballspieler
- Álvaro Alonso (* 1984), Fußballspieler
- Jesús Benítez (* 1984), Fußballspieler
- Juan Cáceres (* 1984), Rennfahrer
- Marcel Felder (* 1984), Tennisspieler
- Darío Flores (* 1984), Fußballspieler
- Alejandro Foglia (* 1984), Segler
- Jorge Fucile (* 1984), Fußballspieler
- Álvaro González (* 1984), uruguayisch-italienischer Fußballspieler
- Diego Guastavino (* 1984), Fußballspieler
- Martín Icart (* 1984), Fußballspieler
- Andrés Lamas (* 1984), Fußballspieler
- Damián Malrechauffe (* 1984), Fußballspieler
- Christian Mauvezin (* 1984), Fußballspieler
- Eduardo Mieres (* 1984), Fußballspieler
- Santiago Morandi (* 1984), Fußballspieler
- Maximiliano Pereira (* 1984), Fußballspieler
- Gonzalo Porras (* 1984), Fußballspieler
- Nicolás Raimondi (* 1984), Fußballspieler
- Guillermo Rodríguez (* 1984), Fußballspieler
- Carlos Sánchez (* 1984), Fußballspieler
- Nelson Semperena (* 1984), Fußballspieler
- Paulo Serolini (* 1984), Fußballspieler
- Pablo Silva (* 1984), Fußballspieler
- Nicolás Vikonis (* 1984), Fußballspieler

##### 1985
- Matías Alonso (* 1985), Fußballspieler
- Pablo Álvarez (* 1985), Fußballspieler
- Gastón Bueno (* 1985), Fußballspieler
- Pablo Cáceres (* 1985), Fußballspieler
- Juan Pablo Fagúndez (* 1985), Fußballspieler
- Antonio Fernández (* 1985), Fußballspieler
- Sebastián Fernández (* 1985), Fußballspieler
- Diego Ferreira (* 1985), Fußballspieler
- Andrea Foglia (* 1985), Seglerin
- Damián Frascarelli (* 1985), Fußballspieler
- Ernesto Goñi (* 1985), Fußballspieler
- Agustín Lucas (* 1985), Fußballspieler
- Fernando López (* 1985), Fußballspieler
- Walter López (* 1985), Fußballspieler
- Luis Maldonado (* 1985), Fußballspieler
- Diego Martiñones (* 1985), Fußballspieler
- Gabriel Mirazo (* 1985), Fußballspieler
- Fabricio Núñez (* 1985), Fußballspieler
- Nicolás Núñez (* 1985), Fußballspieler
- Danilo Peinado (* 1985), Fußballspieler
- Álvaro Pereira (* 1985), Fußballspieler
- Pablo Pereira (* 1985), Fußballspieler
- Julián Perujo (* 1985), Fußballspieler
- Líber Quiñones (* 1985), Fußballspieler
- Claudio Rivero (* 1985), Fußballspieler
- Jorge Marcelo Rodríguez (* 1985), Fußballspieler
- Sergio Rodríguez (* 1985), Fußballspieler
- Fabrizio Ronchetti (* 1985), Fußballspieler
- Sergio Souza (* 1985), Fußballspieler
- Ramón Valencio (* 1985), Fußballspieler
- Diego Vera (* 1985), Fußballspieler
- Matías Vitkieviez (* 1985), uruguayisch-schweizerischer Fußballspieler

#### 1986–1990

##### 1986
- Danilo Asconeguy (* 1986), Fußballspieler
- Maximiliano Bajter (* 1986), Fußballspieler
- Sebastián Balsas (* 1986), Fußballspieler
- Gonzalo Bazallo (* 1986), Fußballspieler
- Rodrigo Brasesco (* 1986), Fußballspieler
- Matías Cabrera (* 1986), Fußballspieler
- Diego Cháves (* 1986), Fußballspieler
- Mathías Corujo (* 1986), Fußballspieler
- Rodrigo Cubilla (* 1986), Fußballspieler
- Martín Cuestas (* 1986), Langstreckenläufer
- Nicolás Cuestas (* 1986), Langstreckenläufer
- Leandro Ezquerra (* 1986), Fußballspieler
- Andrés Fernández (* 1986), Fußballspieler
- Guillermo Fernández (* 1986), Fußballspieler
- Gastón Filgueira (* 1986), Fußballspieler
- Robert Flores (* 1986), Fußballspieler
- Jorge García (* 1986), Fußballspieler
- Mauro Guevgeozián (* 1986), Fußballspieler
- Aníbal Hernández (* 198|6), Fußballspieler
- Stefanía Maggiolini (* 1986), Fußballspielerin
- Fernando Muslera (* 1986), Fußballspieler
- Luis Oyarbide (* 1986), Fußballspieler
- Pablo Pereira (* 1986), Fußballspieler
- Federico Pérez (* 1986), Fußballspieler
- Jonathan Píriz (* 1986), Fußballspieler
- Diego Manuel Rodríguez (* 1986), Fußballspieler
- Gonzalo Salgueiro (* 1986), Fußballspieler
- Federico Sansonetti (* 1986), Tennisspieler
- Nicolás Schenone (* 1986), Fußballspieler
- Sebastián Sosa (* 1986), Fußballspieler
- Sergio Suffo (* 1986), Fußballspieler
- Danny Tejera (* 1986), Fußballspieler
- Fabián Trujillo (* 1986), Fußballspieler
- Francisco Usúcar (* 1986), Fußballspieler
- Cristian Vaquero (* 1986), Fußballspieler
- Federico Velázquez (* 1986), Fußballspieler
- Mauro Vila (* 1986), Fußballspieler
- Jorge Zambrana (* 1986), Fußballspieler

##### 1987
- Maximiliano Acuña (* 1987), Fußballspieler
- Gonzalo Aguilar (* 1987), Fußballspieler
- Gonzalo Ancheta (* 1987), Fußballspieler
- Ricardo Asqueta (* 1987), Fußballspieler
- Joaquín Boghossian (* 1987), Fußballspieler
- Álvaro Brun (* 1987), Fußballspieler
- Pablo Caballero (* 1987), Fußballspieler
- Martín Cáceres (* 1987), Fußballspieler
- Mathías Cardaccio (* 1987), Fußballspieler
- Martín Cauteruccio (* 1987), Fußballspieler
- Estefanía Craciún (* 1987), Tennisspielerin
- Juan Manuel Díaz (* 1987), Fußballspieler
- Silvio Dorrego (* 1987), Fußballspieler
- Ernesto Dudok (* 1987), Fußballspieler
- Nicolás Freitas (* 1987), Fußballspieler
- Sebastián Fuentes (* 1987), Fußballspieler
- Nicolás Gentilio (* 1987), Fußballspieler
- Christian Latorre (* 1987), Fußballspieler
- Maximiliano Lombardi (* 1987), Fußballspieler
- Gabriel Melconián (* 1987), Schwimmer
- Pablo Míguez (* 1987), Fußballspieler
- Bruno Montelongo (* 1987), Fußballspieler
- Ignacio Nicolini (* 1987), Fußballspieler
- Martin Nunez (* 1987), Fußballspieler
- Álvaro Pastoriza (* 1987), Fußballspieler
- Pablo Pintos (* 1987), Fußballspieler
- Mauricio Prieto (* 1987), Fußballspieler
- Marcelo Rodríguez (* 1987), Fußballspieler
- Ribair Rodríguez (* 1987), Fußballspieler
- Jonathan Sandoval (* 1987), Fußballspieler
- Leandro Silva (* 1987), Fußballspieler
- Juan Surraco (* 1987), Fußballspieler
- Raúl Tarragona (* 1987), Fußballspieler
- Emiliano Tellechea (* 1987), Fußballspieler

##### 1988
- Emiliano Alfaro (* 1988), Fußballspieler
- Gustavo Aprile (* 1988), Fußballspieler
- Maximiliano Arias (* 1988), Fußballspieler
- Diego Arismendi (* 1988), Fußballspieler
- Matías Britos (* 1988), Fußballspieler
- Joel Burgueño (* 1988), Fußballspieler
- Adrian Carambula (* 1988), italienischer Beachvolleyballspieler
- Martín Díaz (* 1988), Fußballspieler
- Paul Dzeruvs (* 1988), Fußballspieler
- Walter Fernández (* 1988), Fußballspieler
- Julio Ferrón (* 1988), Fußballspieler
- Gonzalo Godoy (* 1988), Fußballspieler
- Alejandro González (* 1988), Fußballspieler
- Marcelo González (* 1988), Fußballspieler
- Claudio Herrera (* 1988), Fußballspieler
- Jonathan Iglesias (* 1988), Fußballspieler
- Yonatan Irrazábal (* 1988), Fußballspieler
- Gary Kagelmacher (* 1988), Fußballspieler
- Carlos Keosseián (* 1988), Fußballspieler
- William Klingender (* 1988), Fußballspieler
- Pablo Lacoste (* 1988), Fußballspieler
- Federico Laens (* 1988), Fußballspieler
- Fabián Leboso (* 1988), Fußballspieler
- Guillermo López (* 1988), Fußballspieler
- Guillermo Maidana (* 1988), Fußballspieler
- Matías Masiero (* 1988), Fußballspieler
- Guillermo Molins (* 1988), schwedischer Fußballspieler
- Maximiliano Montero (* 1988), Fußballspieler
- Juan Manuel Morales (* 1988), Fußballspieler
- Hernán Novick (* 1988), Fußballspieler
- Gastón Pagano (* 1988), Fußballspieler
- Sergio Pérez (* 1988), Fußballspieler
- Sebastián Ribas (* 1988), Fußballspieler
- Mario Risso (* 1988), Fußballspieler
- Mathías Rolero (* 1988), Fußballspieler
- Marcel Román (* 1988), Fußballspieler
- Juan Romero (* 1988), Judoka
- Jonathan Soto (* 1988), Fußballspieler
- Damián Suárez (* 1988), Fußballspieler
- Diego Viña (* 1988), Fußballspieler
- Gerardo Vonder Putten (* 1988), Fußballspieler

##### 1989
- Brahian Alemán (* 1989), Fußballspieler
- Gustavo Alles (* 1989), Fußballspieler
- Christian Almeida (* 1989), Fußballspieler
- Juan Ramón Alsina (* 1989), Fußballspieler
- Andrés Ayala (* 1989), Fußballspieler
- Ariel Behar (* 1989), Tennisspieler
- Rodrigo Cabrera (* 1989), Fußballspieler
- Martín Campaña (* 1989), Fußballspieler
- Paolo Cardozo (* 1989), Fußballspieler
- Jonathan Charquero (* 1989), Fußballspieler
- Federico Cristóforo (* 1989), Fußballspieler
- Manuel Fernández (* 1989), Fußballspieler
- Sebastián Fernández (* 1989), Fußballspieler
- Adrián Gunino (* 1989), Fußballspieler
- Gastón Martínez (* 1989), Fußballspieler
- Matías Mirabaje (* 1989), Fußballspieler
- Facundo Moreira (* 1989), Fußballspieler
- Emiliano Orozco (* 1989), Fußballspieler
- Gonzalo Papa (* 1989), Fußballspieler
- Alejandro Peña (* 1989), Fußballspieler
- Álvaro Peña (* 1989), Fußballspieler
- Andrés Ravecca (* 1989), Fußballspieler
- Diego Martín Rodríguez (* 1989), Fußballspieler
- Martín Rodríguez (* 1989), Fußballspieler
- Rodrigo Rojo (* 1989), Fußballspieler
- Alexis Rolín (* 1989), Fußballspieler
- Fernando Ruocco (* 1989), Fußballspieler
- Mathías Saavedra (* 1989), Fußballspieler
- Inti Schröder (* 1989), chilenischer Fußballspieler
- Alejandro Silva (* 1989), Fußballspieler
- Andrés Silva (* 1989), Fußballspieler
- Facundo Tealde (* 1989), Fußballspieler
- Jonathan Techera (* 1989), Fußballspieler
- Enzo Trillas (* 1989), Fußballspieler
- César Vargas (* 1989), Fußballspieler
- Tabaré Viudez (* 1989), Fußballspieler

##### 1990
- Matías Abero (* 1990), Fußballspieler
- Alejandro Rafael Acosta (* 1990), Fußballspieler
- Carlos Daniel Acosta (* 1990), Fußballspieler
- Juan Amado (* 1990), Fußballspieler
- Davies Banchero (* 1990), Fußballspieler
- Nicolás Barán (* 1990), Fußballspieler
- Jonathan Barboza (* 1990), Fußballspieler
- Jean Pierre Barrientos (* 1990), Fußballspieler
- Maximiliano Calzada (* 1990), Fußballspieler
- Emiliano Castro (* 1990), Fußballspieler
- Sebastián Coates (* 1990), Fußballspieler
- Camila Colombo (* 1990), Schachspielerin
- Diego Denis (* 1990), Fußballspieler
- Sebastián Diana (* 1990), Fußballspieler
- Emiliano Díaz (* 1990), Fußballspieler
- Leandro Díaz (* 1990), Fußballspieler
- Germán Duarte (* 1990), Fußballspieler
- Ignacio Flores (* 1990), Fußballspieler
- Federico Gallego (* 1990), Fußballspieler
- Santiago García (1990–2021), Fußballspieler
- Martín González (* 1990), Fußballspieler
- Mathías Guzmán (* 1990), Fußballspieler
- Emiliano Lasa (* 1990), Leichtathlet
- Pablo Lima (* 1990), Fußballspieler
- Matías Mier (* 1990), Fußballspieler
- José Luis Montañés (* 1990), Fußballspieler
- Stéfano Perdomo (* 1990), Fußballspieler
- Maximiliano Pereiro (* 1990), Fußballspieler
- Mauricio Pereyra (* 1990), Fußballspieler
- Christian Pérez (* 1990), Fußballspieler
- Bruno Piñatares (* 1990), Fußballspieler
- Pablo Pírez (* 1990), Fußballspieler
- Sebastián Píriz (* 1990), Fußballspieler
- Diego Riolfo (* 1990), Fußballspieler
- Santiago Riso (* 1990), Fußballspieler
- Mauro Rodríguez (* 1990), Fußballspieler
- Maximiliano Rodríguez (* 1990), Fußballspieler
- Santiago Romero (* 1990), Fußballspieler
- Gonzalo Rosa (* 1990), Fußballspieler
- Fernando Sellanes (* 1990), Fußballspieler
- Gonzalo Sena (* 1990), Fußballspieler
- Alex Silva (* 1990), Fußballspieler
- Hugo Soria (* 1990), Fußballspieler
- Jonathan Urretaviscaya (* 1990), Fußballspieler

### 1991–2000

#### 1991–1995

##### 1991
- Federico Alonso (* 1991), Fußballspieler
- Gonzalo Álvarez (* 1991), Fußballspieler
- Sasha Aneff (* 1991), Fußballspieler
- Santiago Barán (* 1991), Fußballspieler
- Diego Barboza (* 1991), Fußballspieler
- Leandro Cabrera (* 1991), Fußballspieler
- Mariano Cappi (* 1991), Fußballspieler
- Ángel Cayetano (* 1991), Fußballspieler
- Pablo Cepellini (* 1991), Fußballspieler
- Danilo Cócaro (* 1991), Fußballspieler
- Bruno Correa (* 1991), Fußballspieler
- Daniel Duarte (* 1991), Fußballspieler
- Mitchell Duarte (* 1991), Fußballspieler
- Alberto Eiraldi (* 1991), Fußballspieler
- Sergio Felipe (* 1991), Fußballspieler
- Gonzalo Freitas (* 1991), Fußballspieler
- Leandro Gelpi (* 1991), Fußballspieler
- Bruno Giménez (* 1991), Fußballspieler
- Bruno Giordano (* 1991), Fußballspieler
- Sebastián Guenzatti (* 1991), Fußballspieler
- Matías Laúz (* 1991), Fußballspieler
- Ignacio Lores (* 1991), Fußballspieler
- Leonardo Melazzi (* 1991), Fußballspieler
- Diego Melián (* 1991), Fußballspieler
- Federico Millacet (* 1991), Fußballspieler
- Carlos Muela (* 1991), Fußballspieler
- Fernando Pascual (* 1991), Fußballspieler
- Guzmán Pereira (* 1991), Fußballspieler
- Maximiliano Perg (* 1991), Fußballspieler
- Alejandro Prieto (* 1991), Fußballspieler
- Gonzalo Ramos (* 1991), Fußballspieler
- Diego Rodríguez (* 1991), Fußballspieler
- Federico Rodríguez (* 1991), Fußballspieler
- Nicolás Rodríguez (* 1991), Fußballspieler
- Gastón Sirino (* 1991), Fußballspieler
- Leandro Sosa (* 1991), Fußballspieler
- Martín Tejera (* 1991), Fußballspieler
- Daniel Tucuna (* 1991), Fußballspieler
- Diego Zabala (* 1991), Fußballspieler

##### 1992
- Matías Acuña (1992–2025), Fußballspieler
- Ramón Arias (* 1992), Fußballspieler
- Ignacio Avilés (* 1992), Fußballspieler
- Mathías Callero (* 1992), Fußballspieler
- Martín Cardozo (* 1992), Fußballspieler
- Cristian Cossù (* 1992), Fußballspieler
- Guillermo De los Santos (* 1992), Fußballspieler
- Carlos De Pena (* 1992), Fußballspieler
- Bruno Foliados (* 1992), Fußballspieler
- Rodrigo García (* 1992), Fußballspieler
- Mauricio Gómez (* 1992), Fußballspieler
- Nicolás Gómez (* 1992), Fußballspieler
- Jorge González (* 1992), Fußballspieler
- Santiago González (* 1992), Fußballspieler
- Luis Gorocito (* 1992), Fußballspieler
- Agustín Gutiérrez (* 1992), Fußballspieler
- Lucas Hernández (* 1992), Fußballspieler
- Santiago Lamanna (* 1992), Fußballspieler
- Adrian Leites (* 1992), Fußballspieler
- Paulo Lima (* 1992), Fußballspieler
- Cristian Maciel (* 1992), Fußballspieler
- Matías Malvino (* 1992), Fußballspieler
- Agustín Miranda (* 1992), Fußballspieler
- Agustín Olivera (* 1992), Fußballspieler
- Maximiliano Olivera (* 1992), Fußballspieler
- Matías Pereira (* 1992), Fußballspieler
- Emiliano Piedra (* 1992), Fußballspieler
- Federico Pintos (* 1992), Fußballspieler
- Ángelo Pizzorno (* 1992), Fußballspieler
- Diego Polenta (* 1992), Fußballspieler
- Nicolás Prieto (* 1992), Fußballspieler
- Nicolás Raguso (* 1992), Fußballspieler
- Inés Remersaro (* 1992), Schwimmerin
- Leandro Reymundez (* 1992), Fußballspieler
- Ignacio Rivero (* 1992), Fußballspieler
- Ángel Rodríguez (* 1992), Fußballspieler
- Déborah Rodríguez (* 1992), Leichtathletin
- Gastón Rodríguez (* 1992), Fußballspieler
- Leandro Rodríguez (* 1992), Fußballspieler
- Sebastián Rodríguez (* 1992), Fußballspieler
- Emiliano Romero (* 1992), Fußballspieler
- Haibrany Ruiz Díaz (* 1992), Fußballspieler
- Nicolás Sanguinetti (* 1992), Fußballspieler
- Darío Silva (* 1992), Fußballspieler
- Marcelo Tapia (* 1992), Fußballspieler
- Rodrigo Tassara (* 1992), Fußballspieler
- Carlos Techera (* 1992), Fußballspieler
- Emiliano Téliz (* 1992), Fußballspieler
- Darío Agustín Trinidad (* 1992), Fußballspieler
- Gonzalo Vega (* 1992), Fußballspieler
- Matías Velázquez (* 1992), Fußballspieler
- Jorge Viotti (* 1992), Fußballspieler
- Emilio Zeballos (* 1992), Fußballspieler

##### 1993
- Matías Abisab (* 1993), Fußballspieler
- Sergio Agüete (* 1993), Fußballspieler
- José Aja (* 1993), Fußballspieler
- Nicolás Albarracín (* 1993), Fußballspieler
- Maximiliano Amondarain (* 1993), Fußballspieler
- Junior Arias (* 1993), Fußballspieler
- Felipe Avenatti (* 1993), Fußballspieler
- Gonzalo Bueno (* 1993), Fußballspieler
- Yan Buzón (* 1993), Fußballspieler
- Mathías Choca (* 1993), Fußballspieler
- Adrián Colombino (* 1993), Fußballspieler
- Luis M. De los Santos (* 1993), Fußballspieler
- Hugo Dorrego (* 1993), Fußballspieler
- Alejandro Galván (* 1993), Fußballspieler
- Maximiliano Gómez (* 1993), Fußballspieler
- Damián González (* 1993), Fußballspieler
- Matías González (* 1993), Fußballspieler
- Diego Gurri (* 1993), Fußballspieler
- Diego Laxalt (* 1993), Fußballspieler
- Matías Lazo (* 1993), Fußballspieler
- Nicolás López (* 1993), Fußballspieler
- Gonzalo Mastriani (* 1993), Fußballspieler
- Sebastián Medina (* 1993), Fußballspieler
- Lucas Mesones (* 1993), Fußballspieler
- Federico Muñoz (* 1993), Fußballspieler
- Gastón Olveira (* 1993), Fußballspieler
- Nicolás Pandiani (* 1993), Fußballspieler
- Maximiliano Pereira (1993–2020), Fußballspieler
- Yonatthan Rak (* 1993), Fußballspieler
- Jonathan Rodríguez (* 1993), Fußballspieler
- Diego Rolán (* 1993), Fußballspieler
- Alexander Rosso (* 1993), Fußballspieler
- Sebastián Ruiz Díaz (* 1993), Fußballspieler
- Santiago Saúl (* 1993), Fußballspieler
- Alexis Silva (* 1993), Fußballspieler
- Iván Silva (* 1993), Fußballspieler
- Hugo Silveira (* 1993), Fußballspieler
- Diego Soria (* 1993), Fußballspieler
- Rodrigo Sosa (* 1993), Fußballspieler
- Ruben Martín Sosa (* 1993), Fußballspieler
- Marcelo Tabárez (* 1993), Fußballspieler
- Christian Tabó (* 1993), Fußballspieler
- Nicolás Techera (* 1993), Fußballspieler
- Guillermo Varela (* 1993), Fußballspieler

##### 1994
- Rodrigo Abascal (* 1994), Fußballspieler
- Rodrigo Aguirre (* 1994), Fußballspieler
- Mauricio Alonso (* 1994), Fußballspieler
- Elbio Álvarez (* 1994), Fußballspieler
- José Ignacio Álvarez (* 1994), Fußballspieler
- Adrián Balboa (* 1994), Fußballspieler
- Andrés Barboza (* 1994), Fußballspieler
- Diego Blanco (* 1994), Fußballspieler
- Juan Boselli (* 1994), Fußballspieler
- Santiago Carrera (* 1994), Fußballspieler
- Santiago Ciganda (* 1994), Fußballspieler
- Mathías Cubero (* 1994), Fußballspieler
- Emanuel Cuello (* 1994), Fußballspieler
- Juan Ignacio Delgado (* 1994), Fußballspieler
- Rodrigo de Olivera (* 1994), Fußballspieler
- Brian De Souza (* 1994), Fußballspieler
- Juan Duarte (* 1994), Fußballspieler
- Facundo Fajardo (* 1994), Fußballspieler
- Alex Fernández (* 1994), Fußballspieler
- Gabriel Fernández (* 1994), Fußballspieler
- Diego Galo (* 1994), Fußballspieler
- Federico García (* 1994), Fußballspieler
- Santiago Gaspari (* 1994), Fußballspieler
- Damián Gómez (* 1994), Fußballspieler
- Luis Gómez (* 1994), Fußballspieler
- Sebastián Gorga (* 1994), Fußballspieler
- Fernando Gorriarán (* 1994), Fußballspieler
- Roberto Hernández (* 1994), Fußballspieler
- Mathías López (* 1994), Fußballspieler
- Renzo López (* 1994), Fußballspieler
- Brian Lozano (* 1994), Fußballspieler
- Steve Makuka (* 1994), Fußballspieler
- Juan Cruz Mascia (* 1994), Fußballspieler
- Francisco Mederos (* 1994), Fußballspieler
- Óscar Méndez (* 1994), Fußballspieler
- Gonzalo Montes (* 1994), Fußballspieler
- Lucas Morales (* 1994), Fußballspieler
- Camilo Núñez (* 1994), Fußballspieler
- Lucas Olaza (* 1994), Fußballspieler
- Leandro Paiva (* 1994), Fußballspieler
- Joaquín Pereyra (* 1994), Fußballspieler
- Martín Rabuñal (* 1994), Fußballspieler
- Cristopher Rodríguez (* 1994), Fußballspieler
- Gastón Rodríguez (* 1994), Fußballspieler
- Gianni Rodríguez (* 1994), Fußballspieler
- Danilo Saén (* 1994), Fußballspieler
- Paulo Salas (* 1994), Fußballspieler
- Pablo Sandín (* 1994), Fußballspieler
- Matías Santos (* 1994), Fußballspieler
- Andrés Schetino (* 1994), Fußballspieler
- David Terans (* 1994), Fußballspieler
- Bruno Toledo (* 1994), Fußballspieler
- Jim Varela (* 1994), Fußballspieler
- Emiliano Velázquez (* 1994), Fußballspieler
- Diego Viera (* 1994), Fußballspieler

##### 1995
- Lorena Aires (* 1995), Leichtathletin
- Víctor Aparicio (* 1995), Fußballspieler
- Germán Araújo (* 1995), Fußballspieler
- Jorge Ayala (* 1995), Fußballspieler
- Jaime Báez (* 1995), Fußballspieler
- Agustín Barán (* 1995), Fußballspieler
- Gerónimo Beato (* 1995), Fußballspieler
- Facundo Bonifazi (* 1995), Fußballspieler
- Erick Cabaco (* 1995), Fußballspieler
- Jhonatan Candia (* 1995), Fußballspieler
- Camilo Cándido (* 1995), Fußballspieler
- Sebastián Cardozo (* 1995), Fußballspieler
- Gonzalo Carneiro (* 1995), Fußballspieler
- Facundo Castro (* 1995), Fußballspieler
- Guillermo Cotugno (* 1995), Fußballspieler
- Rodrigo Gastón Díaz (* 1995), Fußballspieler
- Gerónimo D’Oliveira (* 1995), Fußballspieler
- Luciano Domínguez (* 1995), Fußballspieler
- Mauro Estol (* 1995), Fußballspieler
- Diego Fagúndez (* 1995), Fußballspieler
- Diego Fernández (* 1995), Fußballspieler
- Mathías Goyeni (* 1995), Fußballspieler
- Michael Guerra (* 1995), Fußballspieler
- Facundo Mallo (* 1995), Fußballspieler
- Esteban Mascareña (* 1995), Fußballspieler
- Facundo Mesones (* 1995), Fußballspieler
- Marcos Montiel (* 1995), Fußballspieler
- Christian Paiva (* 1995), Fußballspieler
- Gastón Pereiro (* 1995), Fußballspieler
- Maximiliano Pérez (* 1995), Fußballspieler
- Emiliano Pessoa (* 1995), Fußballspieler
- Federico Puente (* 1995), Fußballspieler
- Matías Rigoleto (* 1995), Fußballspieler
- Facundo Rodríguez (* 1995), Fußballspieler
- Facundo Rodríguez (* 1995), Fußballspieler
- Franco Romero (* 1995), Fußballspieler
- Elías Sandez (* 1995), Fußballspieler
- Cristian Souza (* 1995), Fußballspieler
- Matías Toma (* 1995), Fußballspieler
- Jonathan Velázquez (* 1995), Fußballspieler

#### 1996–2000

##### 1996
- Franco Acosta (1996–2021), Fußballspieler
- Gastón Alvite (* 1996), Fußballspieler
- Joel Bregonis (* 1996), Fußballspieler
- Felipe Carballo (* 1996), Fußballspieler
- Francis D’Albenas (* 1996), Fußballspieler
- Esteban De Iacovo (* 1996), Fußballspieler
- Gastón Faber (* 1996), Fußballspieler
- Gonzalo Falcón (* 1996), Fußballspieler
- Rodrigo Fernández (* 1996), Fußballspieler
- Andy Fonseca (* 1996), Fußballspieler
- Cristian González (* 1996), Fußballspieler
- Diego González (* 1996), Fußballspieler
- Emanuel González (* 1996), Fußballspieler
- Pablo González (* 1996), Fußballspieler
- Ismael Gularte (* 1996), Fußballspieler
- Gianfranco Larrosa (* 1996), Fußballspieler
- Federico Martínez (* 1996), Fußballspieler
- Facundo Muñoz (* 1996), Fußballspieler
- Maximiliano Nandín (* 1996), Fußballspieler
- Facundo Ospitaleche (* 1996), Fußballspieler
- Darío Pereira (* 1996), Fußballspieler
- John Pintos (* 1996), Fußballspieler
- Nicolás Queiroz (* 1996), Fußballspieler
- Renzo Ramírez (* 1996), Fußballspieler
- Juan Ramos (* 1996), Fußballspieler
- Santiago Schirone (* 1996), Fußballspieler
- Cristian Sención (* 1996), Fußballspieler
- Jonathan Silveira (* 1996), Fußballspieler
- Mathías Suárez (* 1996), Fußballspieler
- Federico Tabeira (* 1996), Fußballspieler

##### 1997
- Rodrigo Amaral (* 1997), Fußballspieler
- Matías Bandera (* 1997), Fußballspieler
- Gustavo Barros (* 1997), Fußballspieler
- Ignacio De Arruabarrena (* 1997), Fußballspieler
- Nicolás De La Cruz (* 1997), Fußballspieler
- Franco Gentile (* 1997), Fußballspieler
- Nicolás González (* 1997), Fußballspieler
- Emanuel Gularte (* 1997), Fußballspieler
- Juan Izquierdo (1997–2024), Fußballspieler
- Santiago Mele (* 1997), Fußballspieler
- Enzo Negreira (* 1997), Fußballspieler
- Mathías Olivera (* 1997), Fußballspieler
- Facundo Regnicolo (* 1997), Fußballspieler
- Agustín Rogel (* 1997), Fußballspieler
- Agustín Sant’Anna (* 1997), Fußballspieler

##### 1998
- Carlos Benavidez (* 1998), Fußballspieler
- Agustín Canobbio (* 1998), Fußballspieler
- Alejandro Della Nave (* 1998), Fußballspieler
- Sergio Falcón (* 1998), Fußballspieler
- Álvaro Fernández (* 1998), Fußballspieler
- Leonardo Fernández (* 1998), Fußballspieler
- Roberto Fernández (* 1998), Fußballspieler
- Emiliano Mozzone (* 1998), Fußballspieler
- Agustín Oliveros (* 1998), uruguayisch-spanischer Fußballspieler
- Joaquín Piquerez (* 1998), uruguayisch-italienischer Fußballspieler
- Nahuel Roldán (* 1998), Fußballspieler
- Federico Valverde (* 1998), Fußballspieler
- Joaquín Varela (* 1998), Fußballspieler
- Diego Vicente (* 1998), Fußballspieler
- Nicolás Viera (* 1998), Fußballspieler
- Santiago Viera (* 1998), Fußballspieler
- Federico Viñas (* 1998), Fußballspieler
- Kuki Zalazar (* 1998), spanischer Fußballspieler

##### 1999
- Juan Boselli (* 1999), Fußballspieler
- Pablo García (* 1999), Fußballspieler
- Lucas Rodríguez (* 1999), Fußballspieler
- Nicolás Schiappacasse (* 1999), Fußballspieler
- Juan Viacava (* 1999), Fußballspieler

##### 2000
- Franco Roncadelli (* 2000), Tennisspieler
- Facundo Torres (* 2000), Fußballspieler

### Geburtsjahr unbekannt
- Pablo Castro Duret (* 1985 oder 1986), Fußballspieler
- Emiliano García (* 1989 oder 1990), Fußballspieler
- Fabrizio González, Pokerspieler
- Elías Gurevich, Geiger
- Leonardo Novo (* 1988 oder 1990), Fußballspieler
- Ana Karina Rossi, Sängerin

## 21. Jahrhundert

### Seit 2001

#### 2001
- Facundo Pellistri (* 2001), uruguayischer Fußballspieler
- Martín Satriano (* 2001), uruguayisch-italienischer Fußballspieler
- Manuel Ugarte (`2001), Fußballspieler

#### 2002
- Matías Arezo (* 2002), uruguayischer Fußballspieler

#### 2003
- Luciano Rodríguez (* 2003), uruguayischer Fußballer

#### 2004
- Alan Matturro (* 2004), uruguayischer Fußballspieler